# Spitzmeilenhütte
Die Spitzmeilenhütte ist eine Berghütte der Sektion Piz Sol des Schweizer Alpen-Clubs (SAC) in der Gemeinde Flums im Schweizer Kanton St. Gallen. Sie liegt im oberen Schilstal am Rand des Mad-Plateaus auf 2087 m ü. M. unweit des namengebenden Berges Spitzmeilen (2501 m ü. M.).
Die Hütte bietet 44 Schlafplätze in mehreren Zimmern und acht Schlafplätze im Winterraum.

## Geschichte
1903 wurde eine erste Berghütte aus Holz errichtet. Trotz anfänglicher Skepsis vieler Mitglieder der Sektion Piz Sol des SAC gegenüber dem jungen Skisport wurde eine Winterschutzhütte errichtet, gefördert durch eine entsprechende Anfrage von Glarner Seite und finanziell getragen vom Erbauer und passionierten Berggänger Heinrich Spoerry aus Flums. Man wollte damit erstmals in der Schweiz den Skiläufern eine Unterkunft schaffen. Anfang August wurde der Bau von der Sektion beschlossen, die Ortsgemeinde Flums-Grossberg steuerte das Land für den Bauplatz bei. Anfang Oktober 1903 wurde mit den Bauarbeiten begonnen, und am 20. Dezember war die Holzhütte mit Schindeldach für 24 Personen fertiggestellt; die Einweihung fand eine Woche später statt.
In der Folge wurde die Hütte mehrfach umgebaut und erweitert. 1951 gab es eine Küche. 1971 wurde die Hütte auf 56 Plätze erweitert. 1999 wurde eine 1100 Meter lange Materialseilbahn mit einem Mast errichtet, mit der die letzten steilen 430 Höhenmeter zur Hütte überwunden werden.
2007 wurde die alte Hütte abgerissen und innert sechs Monaten ein Neubau realisiert. Der neue Kubusbau besteht aus Holz. Im Obergeschoss hat es sieben Schlaf- und die Waschräume. Im Erdgeschoss gibt es neben Aufenthaltsraum und Küche die Unterkunft des Hüttenwarts. Im Kellergeschoss ist der Winterraum untergebracht. Die Hütte verfügt über eine eigene Quelle, aus deren Wasser auch Energie gewonnen wird.

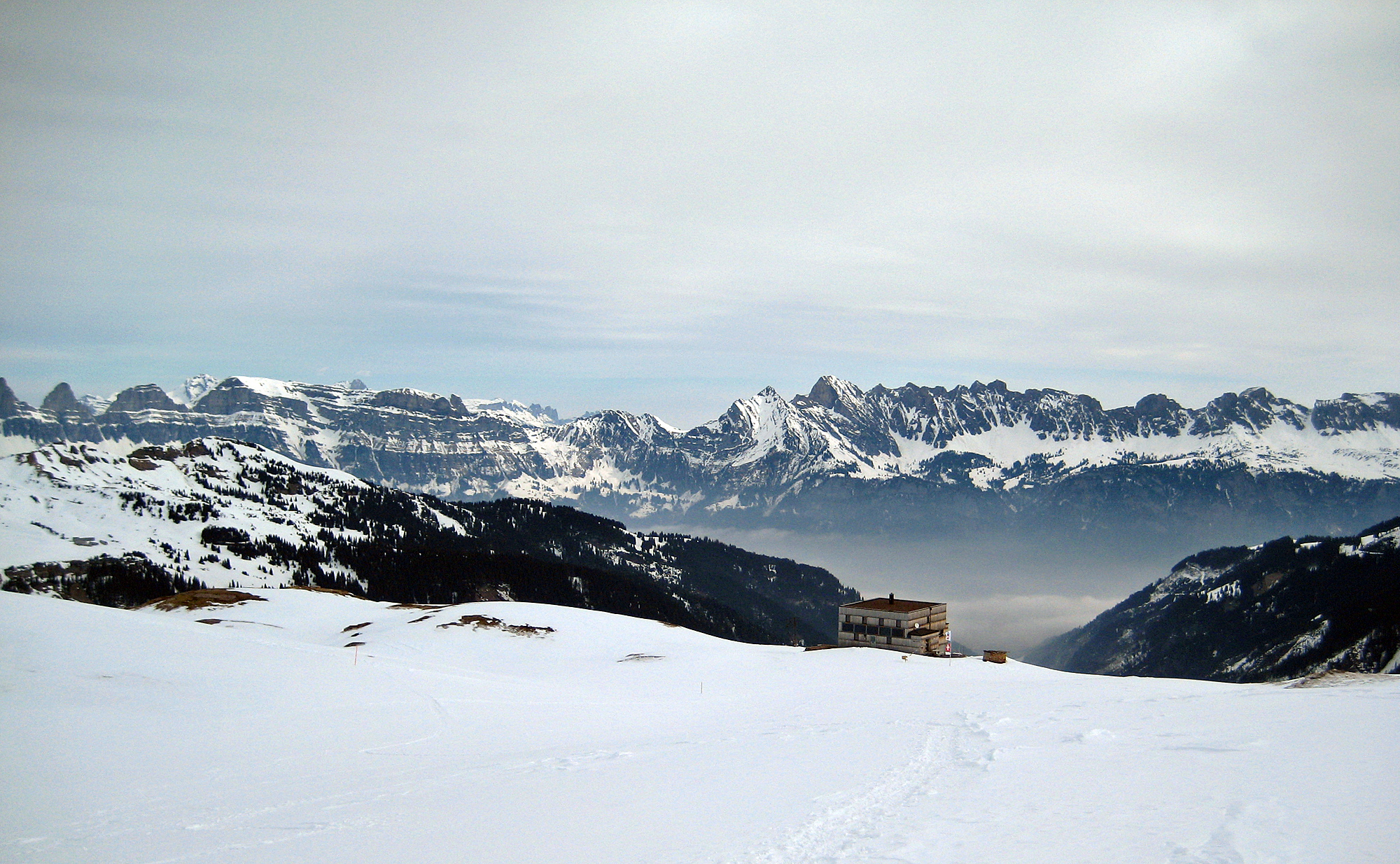
Blick von Süden zu den Churfirsten

## Zugänge
- Von der Bergstation Maschgenkamm, Skigebiet Flumserberg in 2–2½ Stunden (mit Stangen markierter Winterzugang).
- Von Tannenboden in 4–5 Stunden.
- Aus dem Schilstal (Steinbrugg) in 3–3½ Stunden.
- Von Weisstannen in ca. 6–7 Stunden.
- Von Matt GL in ca. 5½–6 Stunden.
- Von Engi GL in ca. 6 Stunden

## Touren
Die Spitzmeilenhütte liegt gerade ausserhalb des UNESCO-Weltnaturerbes Tektonikarena Sardona. Das Gebiet um die Hütte bietet vielfältige Möglichkeiten für Wanderungen, Alpin-, Kletter- und Biketouren im Sommer und Skitouren im Winter:
- Spitzmeilen 2501 m ü. M., Wissmilen 2483 m ü. M., Magerrain 2523 m ü. M.
- Murgseen 1820 m ü. M.